# راؤول ألاركون
راؤول ألاركون (بالإسبانية: Raúl Alarcón)‏ (و. 1986  م) هو راكب دراجة هوائية إسباني، ولد في أليكانتي.

## سباقات أو مراحل فاز بها
| التاريخ        | السباق                         | المركز                                                                  |
| -------------- | ------------------------------ | ----------------------------------------------------------------------- |
| 01 يناير 2010  | 2010 Nafarroako Itzulia        | التاسع في التصنيف العام                                                 |
| 17 أبريل 2011  | فولتا كاستيلا ليون 2011        | الأول في تصنيف الجبال                                                   |
| 19 فبراير 2012 | فولتا الغارف 2012              |                                                                         |
| 18 مايو 2014   | فولتا كاستيلا ليون 2014        | السابع في تصنيف الجبال                                                  |
| 17 أبريل 2016  | فولتا كاستيلا ليون 2016        |                                                                         |
| 02 مايو 2016   | فولتا أستورياس 2016            |                                                                         |
| 10 يوليو 2016  | 2016 Troféu Joaquim Agostinho  |                                                                         |
| 07 أغسطس 2016  | فولتا البرتغال 2016            | الثالث في تصنيف الجبال، الرابع في التصنيف العام، الثامن في تصنيف النقاط |
| 01 مايو 2017   | فولتا أستورياس 2017            | الأول في التصنيف العام، الأول في تصنيف النقاط                           |
| 07 مايو 2017   | طواف كوميونيداد مدريد 2017     | الأول في تصنيف النقاط، الثاني في التصنيف العام                          |
| 15 أغسطس 2017  | فولتا البرتغال 2017            | الفائز في التصنيف العام                                                 |
| 22 يوليو 2018  | GP Nacional 2 de Portugal 2018 | الفائز في التصنيف العام                                                 |
| 12 أغسطس 2018  | فولتا البرتغال 2018            | الفائز في التصنيف العام                                                 |
| 17 مارس 2019   | كلاسيكا دا أرابيدا 2019        |                                                                         |
| 24 مارس 2019   | فولتا الينتيخو 2019            |                                                                         |

## روابط خارجية
- راؤول ألاركون على موقع أرشيف الدراجات (الإنجليزية)
- راؤول ألاركون على موقع إحصائيات الدراجات الإحترافية (الإنجليزية)
- راؤول ألاركون على موقع نسبة الدراجات (الإنجليزية)